# 果香兰
果香兰（学名：Cymbidium suavissimum）为兰科兰属下的一个种。

## 扩展阅读
- 維基物種上的相關：果香兰